# Crest of Knights
「Crest of Knights」（クレスト・オブ・ナイツ）は、彩音の楽曲。奥井雅美が作詞、志倉千代丸が作曲を手掛けた。彩音の15枚目のシングルとして2011年8月24日に5pb.Recordsから発売された。

## 概要
前作「十字架に捧ぐ七重奏」から約1年ぶりのリリースとなるシングル。表題曲「Crest of Knights」は、オンラインRPG『シュヴァリエ サーガ タクティクス』のオープニングテーマに起用された。販売形態はDVD付（CD+DVD）と通常盤（CDのみ）の2種リリースで、前者には表題曲のPV、メイキング、および『超次元ゲイム ネプテューヌmk2』のエンディングムービーを収めたDVDが同梱されている。PVは『シュヴァリエ サーガ タクティクス』の世界観に基づいており、王女と戦士が登場する2パターンを彩音が二役で演じている他、後者では彩音のために制作された国旗が掲げられている。ちなみに撮影は長野で撮影されたが、戦士の方は松明や虫が周囲にある中で撮影された。

## 収録曲
1. Crest of Knights [4:31][3]
作詞：奥井雅美、作曲：志倉千代丸、編曲：真下正樹
オンラインRPG『シュヴァリエ サーガ タクティクス』主題歌
『シュヴァリエ サーガ タクティクス』の世界観が反映された勇ましい曲。ライブでの縁から作詞を奥井が担当しているが、コーラスや特定のパートも担当しているため、実質的に奥井と彩音によるコラボレーションシングルのような感じに仕上がっている[2]。
2. GO→Love&Peace [5:18][3]
作詞：彩音、作曲・編曲：上野圭市
PS3用ゲーム『超次元ゲイム ネプテューヌmk2』エンディングテーマ
東日本大震災が発生した3月中旬に書かれた曲[4]で、被災者達を励ますような想いが込められている。また、歌詞は『超次元ゲイムネプテューヌmk2』の脚本を読んだ上で書かれているため、同ゲームの関連用語も散りばめられている[2]。
3. Fullmoon Rhapsody [5:03][3]
作詞：きゅーこ、作曲・編曲：上野浩司
PCゲーム『俺の彼女はヒトでなし』挿入歌
ダークな印象がある彩音の作品には珍しく、可愛らしい曲に仕上がっている[2]。
4. Crest of Knights（off vocal）
5. GO→Love&Peace（off vocal）
6. Fullmoon Rhapsody（off vocal）

DVD（DVD付盤のみ）
1. Crest of Knights Music Clip
2. 超次元ゲイムネプテューヌmk2 Game ending collaboration movie
3. Crest of Knights Music Clip Making movie

## 収録アルバム
| 曲名             | アルバム          | 発売日        | 備考                  |
| ---------------- | ----------------- | ------------- | --------------------- |
| Crest of Knights | 『Luminous Flux』 | 2014年1月29日 | 4thオリジナルアルバム |